# Hutewaldprojekt im Naturpark Solling-Vogler
Das Hutewaldprojekt im Naturpark Solling-Vogler ist ein vorwiegend bewaldetes Areal im niedersächsischen Naturpark Solling-Vogler, das ganzjährig durch Heckrinder und Exmoorpferde beweidet wird.
Das Projektgebiet liegt im Reiherbachtal bei Nienover und ist vollständig umzäunt. Es umfasste ursprünglich eine Fläche von 171 ha und wird seit dem Jahre 2000 von Heckrindern und Exmoorpferden ganzjährig beweidet. Im Jahr 2014 wurde die Fläche von etwa 180 Hektar um 43 Hektar erweitert. Nunmehr umfasst die Fläche 222 Hektar. Die Erweiterungsfläche hat den Namen „Neue Hute“ und ist eine halboffene Hutelandschaft. Ziel ist es, natürliche Entwicklungsprozesse zu ermöglichen, wie sie in ehemaligen Hutewäldern stattfanden. Dadurch soll eine artenreiche und als Naherholungsgebiet geschätzte Landschaft entstehen. Die Fläche ist vorwiegend von alten Eichenwäldern bestanden, von denen  einst einige als Hutewälder genutzt wurden. Im September 2003 lebten 33 Rinder und Pferde im Gebiet. Bis zum Jahr 2025 ist diese Zahl auf etwa 40 Heckrinder und 30 Exmoorponies angewachsen. Dies entspricht einer Großvieheinheit von unter 0,20 bei den Heckrindern und von unter 0,05 bei den Exmoorpferden.
Der Hutewald liegt vollständig im EU-Vogelschutzgebiet „Solling“ und größtenteils im Natura2000-Gebiet „Wälder im südlichen Solling“.

Exmoor-Ponys und Heckrinder im Hutewaldprojekt
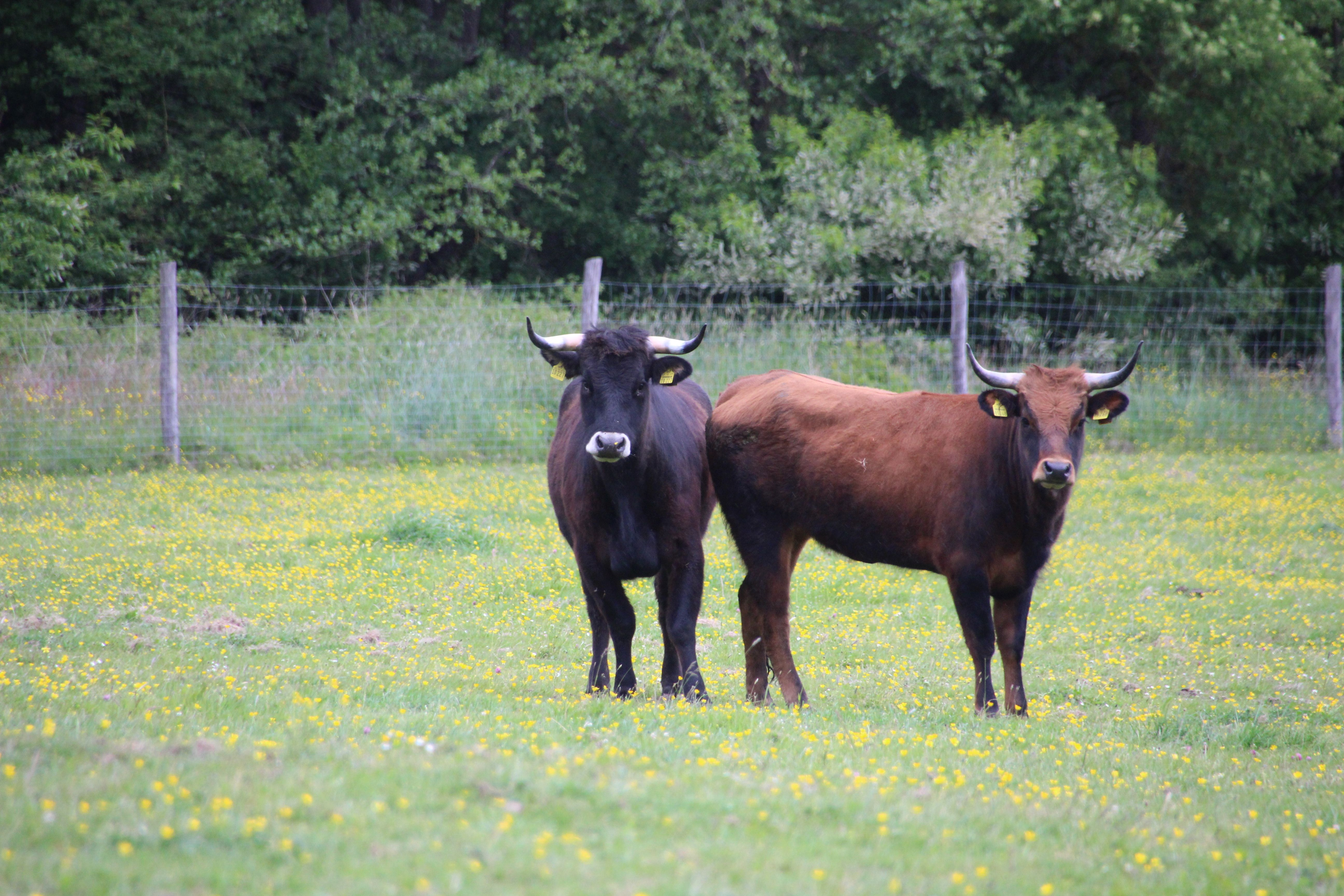
Zwei Heckrinder
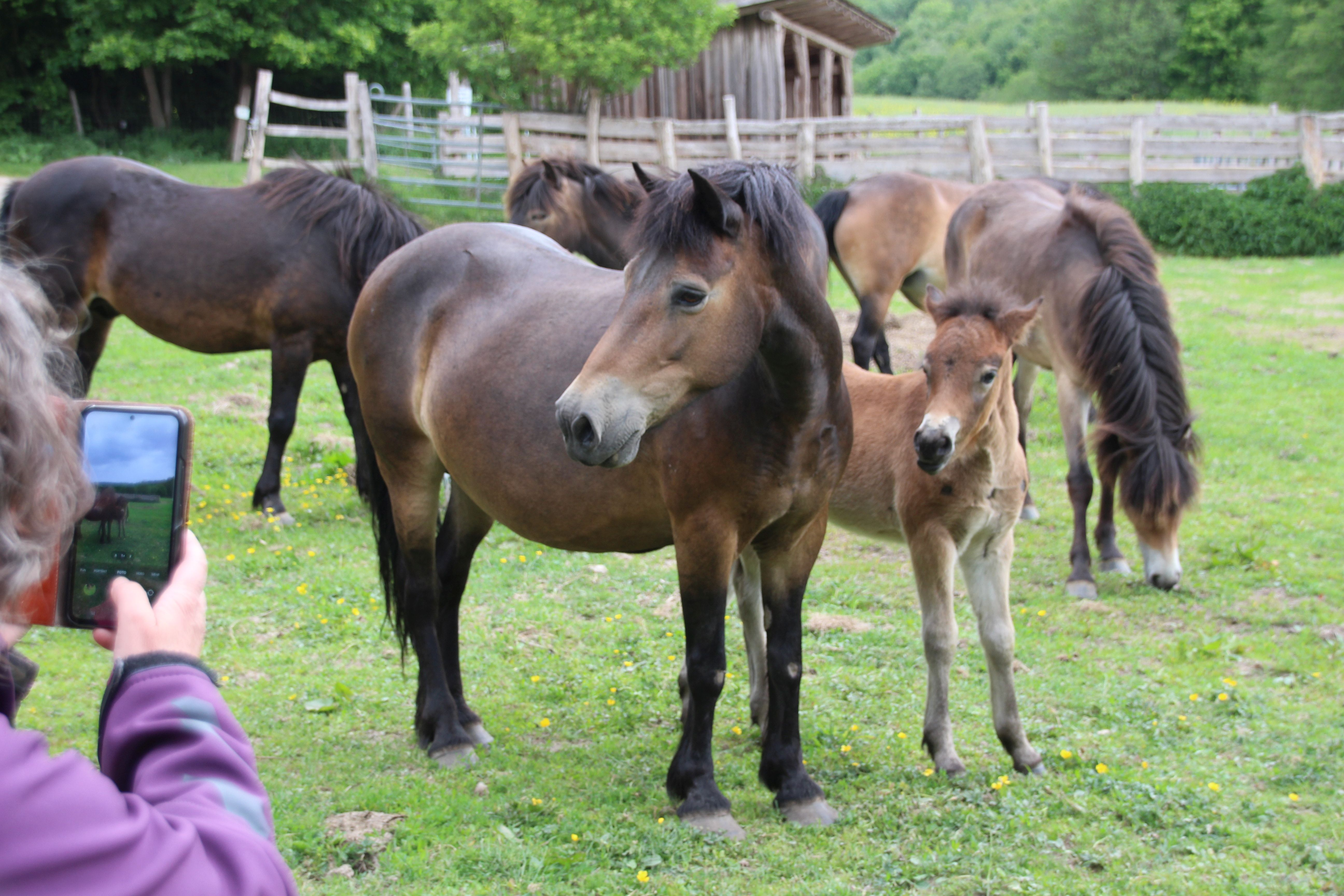
Exmoor-Ponys
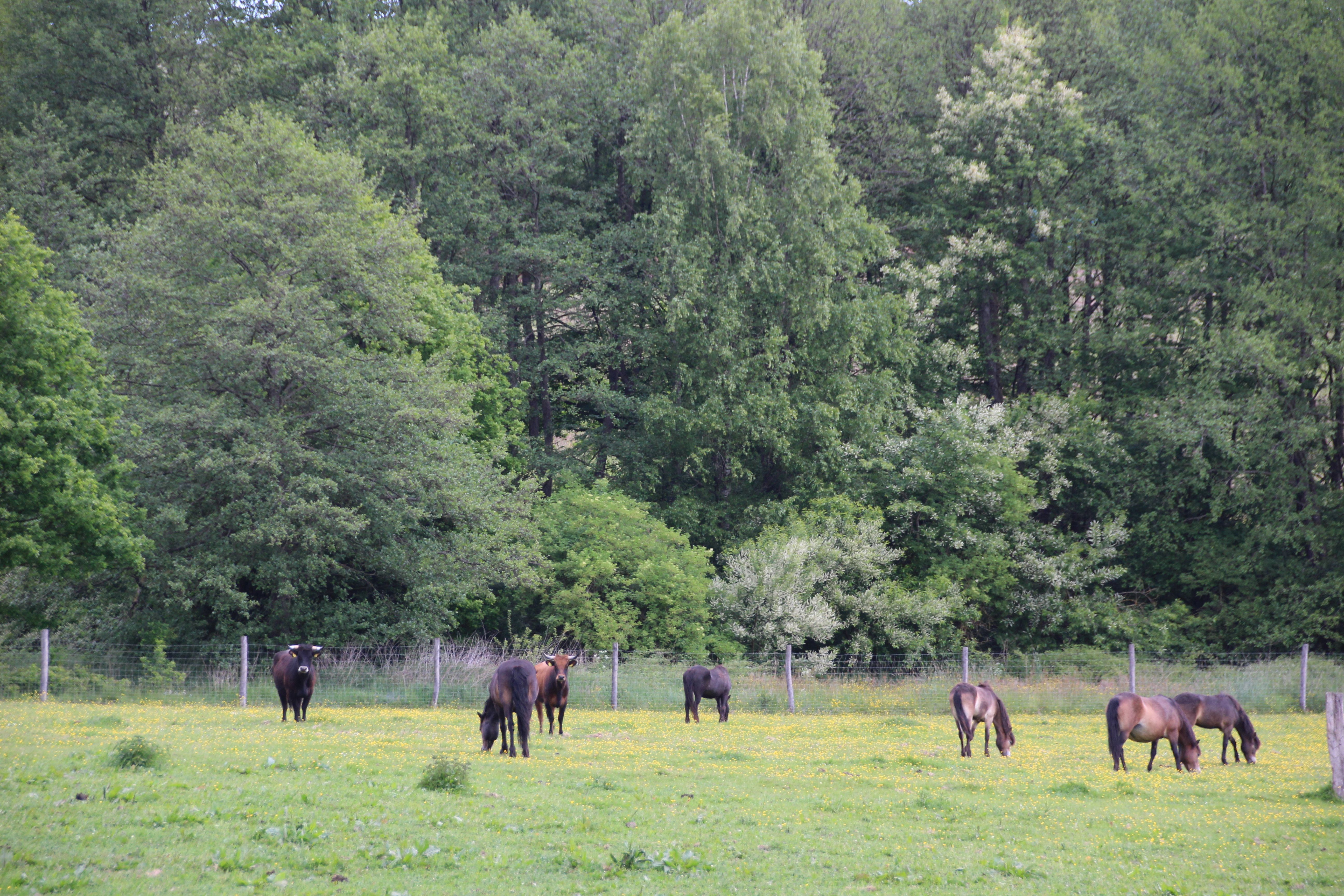
Heckrinder und Exmoor-Ponys
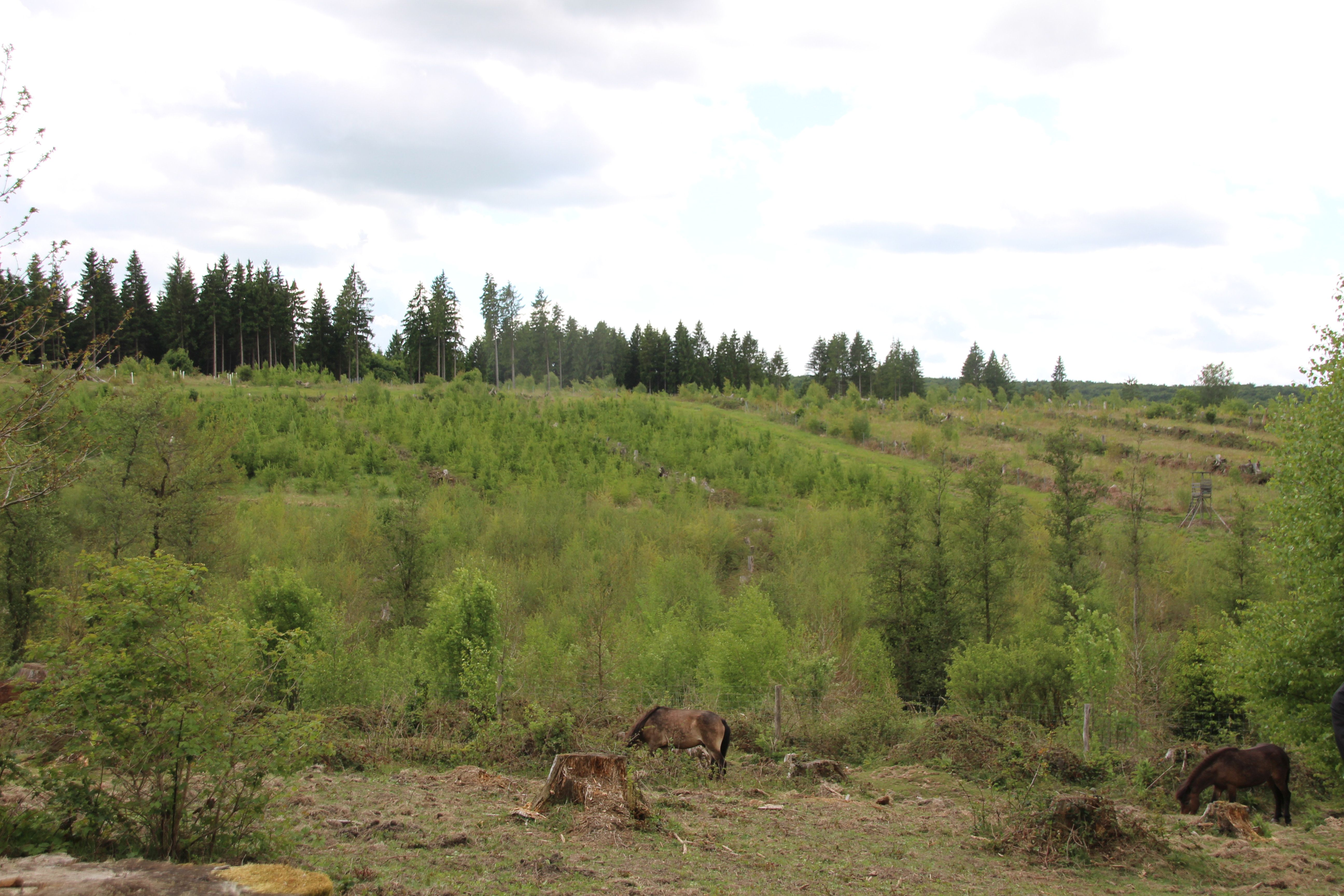
Blick in die Umgebung

## Geschichte
Ausgang war ein Erprobungs- und Entwicklungsprojekt, das das Bundesamt für Naturschutz zusammen mit der Fachhochschule Lippe-Höxter und dem Naturpark Solling im Jahr 2000 entwickelte, dann in Gemeinschaft von den Staatsforsten Niedersachsen, dem Niedersächsischen Umweltministerium und dem Naturpark Solling-Vogler in den Jahren 2005 bis 2013 fortführten und schließlich seit 2014 von den Staatsforsten getragen wird. Dabei werde ein „professionelles Weide- und Tiermanagement“ praktiziert.